# Democratisch-Socialisten '70
Democratisch-Socialisten '70 fou un partit polític neerlandès fundat el 4 d'abril de 1970 com una escissió del Partit del Treball, al que consideraven massa radical en economia i política internacional. Era una formació fortament anticomunista i proOTAN, fiscalment conservadora, partidària d'un pressupost equilibrat, de controlar l'emigració i restringir-la als procedents de Surinam. Va donar el seu suport a les polítiques mediambientals i volia potenciar el transport públic per a reduir el nombre de vehicles en circulació.
El juny de 1970, a causa de la posició antiamericana en la Guerra del Vietnam, els diputats laboristes Goedhart i Schuitemaker publiquen una Beginselverklaring (Declaració de Principis), on s'apropen ideològicament al Partit Popular per la Llibertat i la Democràcia, acusant al PvdA de mantenir postures pacifistes i anàrquiques irreals. A les eleccions legislatives neerlandeses de 1971 va treure 8 escons i col·laborà amb el govern de Biesheuvel amb VVD, ARP, CHU i KVP i va obtenir dos ministeris, però provocà la seva caiguda el 1972 en negar-se a aprovar els pressupostos. A les eleccions de 1972 va perdre 2 escons i no formà part del govern de Joop den Uyl.
Des del començament s'hi formaren dues faccions: la socialdemòcrata, de Jan van Stuijvenberg, i anticomunista, de Frans Goedhart, que entraren en conflicte el 1975. Will Drees, el cap, decidí fer oposició a den Uyl i molts abandonaren el partit. A les eleccions de 1977 només va treure un escó, que va perdre el 1981. El 1983 es va dissoldre.

## Resultats electorals
| Any  | Vots    | %    | Escons  | +/- | Govern   |
| ---- | ------- | ---- | ------- | --- | -------- |
| 1971 | 336,788 | 5.33 | 8 / 150 | Nou | Coalició |
| 1972 | 304,714 | 4.12 | 6 / 150 | 2   | Oposició |
| 1977 | 59,487  | 0.72 | 1 / 150 | 5   | Oposició |
| 1981 | 48,568  | 0.56 | 0 / 150 | 1   | Oposició |
| 1982 | 31,047  | 0.38 | 0 / 150 | =   | Oposició |